# Stanley (Pflaume)
Stanley ist eine Zwetschgensorte aus den USA. 1912 wurde sie in Geneva, New York, aus den Sorten Agen und Grand Duke gezüchtet. Seit 1926 ist sie im Handel; nach Deutschland kam sie 1930. Ihre Beliebtheit ist leicht rückläufig, da Fruchtqualität und Steinlöslichkeit nicht immer optimal sind.
Stanley reift je nach Region zwischen Mitte August und Mitte September. Frühere Sorten sind Hanita und Schönberger, zeitgleich reift Ortenauer. Die Früchte sind gut lagerfähig und scharkaresistent. Der Baum wächst mittelstark, später schwachwachsend. Die Blüte erfolgt mittelspät, die Sorte ist selbstfruchtbar und eignet sich gut als Pollenspender. Stanley bringt früh Ertrag und liefert auch unter ungünstigen Bedingungen zuverlässige Früchte.
Die Frucht wird als ca. 34–38 mm beschrieben, also mittelgroß. Ihr Farbe ist dunkelviolett bis schwarzblau. Der Geschmack ist oft nur im Weinbauklima und bei optimalem Erntezeitpunkt süß; ansonsten flach und fade. Die Sorte färbt sich schon ca. 14 Tage vor dem Ernte blau. Auch sollten nur beste Böden verwendet werden.
Stanley wird weltweit in Züchtungsprogrammen genutzt (bspw. in USA, Kanada, Serbien, Deutschland). Besonders geschätzt werden Fruchtfarbe, Fruchtgröße und Selbstfruchtbarkeit. Bekannte Nachkommen sind:
- Čačaks Fruchtbare (mit Hauszwetschge, Serbien)
- Valjevka (mit d‘Agen 707, Serbien)

- Vanette (mit Early Rivers, Kanada)

- Bluefree (mit President, USA)

- Elena (mit Fellenberg, Deutschland)
- Haroma (mir Ortenauer und Hanita, Deutschland)
- Habella (mit Ortenauer, Deutschland)
- Jojo (mit Ortenauer, Deutschland)
- Top (mit Auerbacher, Deutschland)